# Osteospermum caulescens
Osteospermum caulescens es una especie de planta floral del género Osteospermum, tribu Calenduleae, familia Asteraceae. Fue descrita científicamente por Harv.
Se distribuye por África: Sudáfrica, Lesoto y Suazilandia.